# Герб Борівського району
Герб Бо́рівського райо́ну — офіційний символ Борівського району Харківської області, затверджений рішенням IV сесії Борівської районної ради XXIV скликання від 29 жовтня 2002 року.

## Опис герба
Герб являє собою геральдичний щит прямокутної форми із заокругленими нижніми кутами і загостренням в основі, розтятий і напівперетятий синіми смужками на три поля, зі стилізованими зображеннями сагайдака з луком і стрілами та козацької шаблі у першому, червоному полі, соснового бору у другому, золотому, і золотого колоса у третьому, зеленому. У червоному полі зверху — дата «1664».
Щит обрамлений дубовими і сосновими гілками, перевитими синьою стрічкою. Зверху щита — ґроно калини з листям.
Пропорції герба — висота до ширини 8:7, заокруглені частини герба являють собою ¼ кола з радіусом окружності, рівним 1/8 висоти герба.

## Значення символів
На паперовому червоному полі зображено стилізований сагайдак із вкладеними в нього стрілами, поруч лук і козацька шабля. Це символи козацького минулого Борівщини та її прикордонного положення в часи заселення. Лук і стріли показують, що Борівщина в другій половині XVII ст. входила до складу Харківського слобідського полку і була його прикордонним форпостом, бо натягнутий лук із вставленою стрілою є першим гербом цього полку в той час, коли Борівщина належала до нього. Стріли, вкладені в сагайдак, характеризують не тільки сьогоднішнє мирне життя, але й пам'ять про воєнні традиції і звитяги земляків, як у далекі часи, так і в близькому минулому. З другого боку — це символ того, що край, як і раніше, готовий боронити свою незалежність і волю.
Червоний колір поля — традиційний колір українського козацтва й, зокрема, колір прапора (малиновий) Ізюмського слобідського козацького полку, складовою частиною якого була в XVII—XVIII століттях Борівщина. Зверху дата «1664», бо першим писемно зафіксованим поселенням на території сучасної Борівщини був Борівський (Боровенський) Різдво-Богородицький монастир заснований у 1664 році монахом Манасією у місці впадіння річки Борової в Оскіл. Взагалі, це перше поселення на лівобережжі Оскола в межах України. Цей монастир мав дерев'яне фортечне укріплення з баштами. Від монастиря та хуторів, які йому належали, і ведуть походження сучасне селище Борова та село Чернещина, які в свій час мали однакову назву — хутір Боровий. Територія, де знаходився Борівський монастир, тепер затоплена водосховищем, а на місці монастирського маєтку на початку 3-го тисячоліття збудований у стилі українського козацького бароко Чернещинський Свято-Миколаївський православний храм, який став окрасою сучасної Борівщини. Таким чином, дата «1664» засвідчує час заснування першого поселення на Борівщині — Борівського монастиря.
На золотому лівому верхньому полі стилізоване зображення зеленого соснового бору, бо на лівому березі Осколу широкою смугою тягнуться через увесь район соснові ліси. Сама назва «Борова» свідчить, що виникла вона від соснових борів, які були невід'ємним ландшафтним атрибутом лівобережжя Осколу в межах сучасної Борівщини. Жовтий колір поля пояснюється тим, що Борівщина розташована в степовій зоні.
На лівому нижньому зеленому полі зображено пшеничний колос як символ хліборобства — основної галузі господарства чисто сільськогосподарського району. Означає достигле пшеничне поле, хліборобство, зерно, достаток і добробут. Зелений колір поля — це колір герба Харківщини; символізує ліси Борівщини, крім того — надію, радість, достаток, а також чисте довкілля краю.
Праве і ліве поля розділяє синя смуга, яка символізує річку Оскіл та Оскільське водосховище, що навпіл ділять Борівський район. Оскільське водосховище — найбільша водойма Харківської області; його центральна, найбільша частина лежить саме в Борівському районі. Оскіл ділить Харківщину на дві природні зони: правий берег — лісостеп, лівий — степ. На цьому гербі ліве нижнє поле і символізує степ.
Ліве поле ділить навпіл (на верхнє і нижнє поля) вузька синя смужка, яка з'єднується з широкою центральною блакитною смугою. Вузька синя смужка символізує, з одного боку, численні притоки Осколу, невеликі річки, що впадають у нього в межах Борівщини. З іншого боку, це символ річки Борової, притоки Осколу, на якій виникло селище Борова та села Шийківка, Чернещина й інші.
Дубові і сонові гілки, які обрамляють щит, символізують листяні ліси правобережжя Осколу та соснові — лівобережжя.
Витки стрічки навколо дубових і соснових гілок символізують кількість сільрад Борівського району, а число листків — кількість населених пунктів.
Кетяг калини — символ того, що корінним населенням Борівщини здавна є українці. Також калина символізує один із найдавніших населених пунктів району — село Калинове.